# Mirza Delibašić
Mirza Delibašić, bosansko-hercegovski košarkar, * 9. januar 1954, Tuzla, Jugoslavija, † 8. december 2001, Sarajevo, Bosna in Hercegovina. 

Mirza je bil s svojimi 197 cm igralec na poziciji branilca. Predvsem je bil odličen strelec in kot tak standardni član prve peterke legendarne ekipe iz Jugoslavije, ki je osvojila številne medalje na največjih tekmovanjih. Leta 2008 je bil s strani FIBA imenovan med 50 največjih igralcev mednarodne košarke. 

## Klubska kariera
Delibašić je v svoji karieri najprej igral za domači klub iz Tuzle, to je KK Sloboda Tuzla, in sicer med letoma 1968 in 1972. Nato je prestopil leta 1972 v sarajevsko Bosno, kjer je ostal do leta 1980. V Bosni se je razvil v enega najboljših zunanjih igralcev Jugoslavije in dosegel s tem klubom kar nekaj uspehov. Dvakrat, v letih 1978 in 1980 so slavili v jugoslovanskem državnem prvenstvu, enkrat, leta 1978 pa v pokalnem tekmovanju. Leta 1978 so igrali v finalu Koraćevega pokala, kjer je bil Mirza najboljši strelec svoje ekipe z doseženimi 32 točkami, kar pa ni bilo dovolj. Premagal jih je tekmec iz skupne države, to je bil KK Partizan.
Leta 1979 je s klubom dosegel svoj največji uspeh, osvojili so naslov prvaka v Pokalu evropskihih prvakov potem, ko so v finalu premagali tesno s 96-93 italijanski Varese. Na tej tekmi je bil Mirza drugi strelec ekipe s 30 točkami, največ jih je dosegel Žarko Varajić, in sicer kar 45, še deset pa jih je dal Mirzin reprezentančni soigralec Ratko Radovanović. Ti trije so bili najzaslužnejši za osvojitev dragocenega pokala. 
Leta 1980 se Mirza odloči za odhod v tujino. Ker je bil zelo cenjen igralec ga v svoje vrste privabi španski Real Madrid, za katerega odigra dve dokaj uspešni sezoni. Leta 1981 postanejo zmagovalci medcelinskega pokala in naslednje leto, 1982 osvojijo še naslov španskega državnega prvaka. 
Svojo igralsko kariero je bil prisiljen zaključiti pri vsega 29 letih potem, ko ga je 5. septembra 1983 zadela možganska kap. 

## Reprezentančna kariera
Za jugoslovansko reprezentanco je med letoma 1975 in 1982 odigral 176 uradnih tekem. Dvakrat je nastopil na poletnih olimpijskih igrah, kjer je osvojil zlato medaljo leta 1980 in srebrno leta 1976. Na svetovnih prvenstvih je osvojil naslov prvaka leta 1978 in bronasto medaljo, na evropskih prvenstvih pa naslova prvaka v letih 1975 in 1977 ter po eno srebrno in bronasto medaljo.

## Po koncu kariere
5. septembra 1983 je pri svojih 29-tih letih doživel možgansko kap in se je bil prisiljen predčasno upokojiti. 
Leta 2000 je bil izbran za športnika stoletja v Bosni in Hercegovini. Leta 2007 je bil sprejet v Mednarodni košarkarski hram slavnih. Po njem je imenovana dvorana v Sarajevu, Dvorana Mirza Delibašić.

## Značilnosti
Na parketu je bil eden najkakovostnejših igralcev nasploh. Ne samo odličen strelec, bil je tudi fantastičen podajalec in se je kot tak odlikoval po izjemnem vodenju žoge ter pregledu nad dogajanjem v igri na parketu. 